# Ungerns landslag i drakbåt
Ungerns landslag i drakbåt representerar Ungern i landslagstävlingar i drakbåt.

## Seniorlandslaget

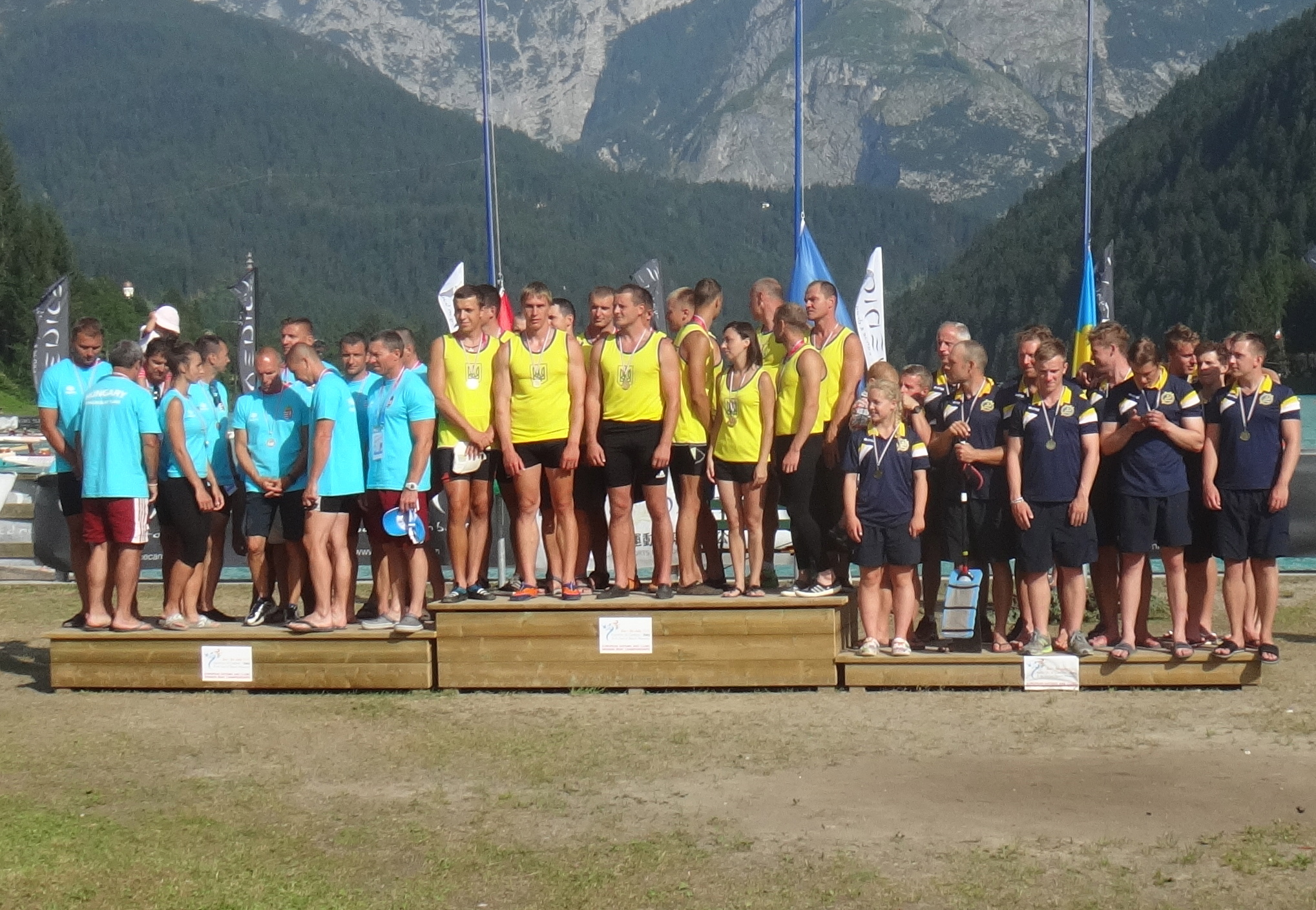
Ungerskt silver i 10-manna herr 200 meter vid EM 2015.

### ICF-VM
I tabellen visas de medaljer som Ungern tagit i VM som arrangeras av International Canoe Federation (ICF).
| År     | Värdort     | Guld | Silver | Brons | Totalt |
| ------ | ----------- | ---- | ------ | ----- | ------ |
| 2006   | Kaohsiung   | ?    | ?      | ?     | ?      |
| 2008   | Poznań      | ?    | ?      | ?     | ?      |
| 2010   | Szeged      | ?    | ?      | ?     | ?      |
| 2012   | Milano      | 0    | 6      | 4     | 10     |
| 2014   | Poznań      | 0    | 2      | 1     | 3      |
| 2016   | Moskva      | 0    | 3      | 4     | 7      |
| 2018   | Gainesville | ?    | ?      | ?     | ?      |
| 2022   | Račice      | ?    | ?      | ?     | ?      |
| Totalt | Totalt      | 0    | 11     | 9     | 20     |

### IDBF-VM
I tabellen visas de medaljer som Ungern tagit i VM som arrangeras av International Dragon Boat Federation (IDBF).
| År     | Värdort      | Guld | Silver | Brons | Totalt |
| ------ | ------------ | ---- | ------ | ----- | ------ |
| 1995   | Yueyang      | ?    | ?      | ?     | ?      |
| 1997   | Hongkong     | ?    | ?      | ?     | ?      |
| 1999   | Nottingham   | ?    | ?      | ?     | ?      |
| 2001   | Philadelphia | ?    | ?      | ?     | ?      |
| 2003   | Poznań       | ?    | ?      | ?     | ?      |
| 2004   | Shanghai     | ?    | ?      | ?     | ?      |
| 2005   | Berlin       | ?    | ?      | ?     | ?      |
| 2007   | Sydney       | ?    | ?      | ?     | ?      |
| 2009   | Račice       | 0    | 0      | 0     | 0      |
| 2011   | Tampa Bay    | 1    | 1      | 2     | 4      |
| 2013   | Szeged       | 0    | 0      | 1     | 1      |
| 2015   | Welland      | 0    | 3      | 3     | 6      |
| 2017   | Kunming      | 0    | 0      | 0     | 0      |
| 2019   | Pattaya      | ?    | ?      | ?     | ?      |
| 2023   | Pattaya      | ?    | ?      | ?     | ?      |
| Totalt | Totalt       | 1    | 4      | 6     | 11     |

### ECA-EM
I tabellen visas de medaljer som Ungern tagit i EM som arrangeras av European Canoe Association (ECA).
| År     | Värdort           | Guld | Silver | Brons | Totalt |
| ------ | ----------------- | ---- | ------ | ----- | ------ |
| 2015   | Auronzo di Cadore | 3    | 5      | 4     | 12     |
| 2017   | Szeged            | 1    | 3      | 7     | 11     |
| 2019   | Moskva            | ?    | ?      | ?     | ?      |
| Totalt | Totalt            | 4    | 8      | 11    | 23     |

### EDBF-EM
I tabellen visas de medaljer som Ungern tagit i EM som arrangeras av European Dragon Boat Federation (EDBF).
| År     | Värdort          | Guld               | Silver             | Brons              | Totalt             |
| ------ | ---------------- | ------------------ | ------------------ | ------------------ | ------------------ |
| 1996   | Silkeborg        | Ungern deltog inte | Ungern deltog inte | Ungern deltog inte | Ungern deltog inte |
| 1998   | Rom              | ?                  | ?                  | ?                  | ?                  |
| 2000   | Malmö            | Ungern deltog inte | Ungern deltog inte | Ungern deltog inte | Ungern deltog inte |
| 2002   | Poznań           | Ungern deltog inte | Ungern deltog inte | Ungern deltog inte | Ungern deltog inte |
| 2004   | Stockton-on-Tees | 0                  | 0                  | 0                  | 0                  |
| 2006   | Prag             | 1                  | 2                  | 0                  | 3                  |
| 2008   | Sabaudia         | 0                  | 0                  | 1                  | 1                  |
| 2010   | Amsterdam        | 1                  | 2                  | 2                  | 5                  |
| 2012   | Nottingham       | 0                  | 0                  | 3                  | 3                  |
| 2014   | Račice           | 2                  | 0                  | 2                  | 4                  |
| 2016   | Rom              | 3                  | 3                  | 4                  | 10                 |
| 2018   | Brandenburg      | ?                  | ?                  | ?                  | ?                  |
| 2022   | Banyoles         | ?                  | ?                  | ?                  | ?                  |
| Totalt | Totalt           | 7                  | 7                  | 12                 | 26                 |

## U24-landslaget

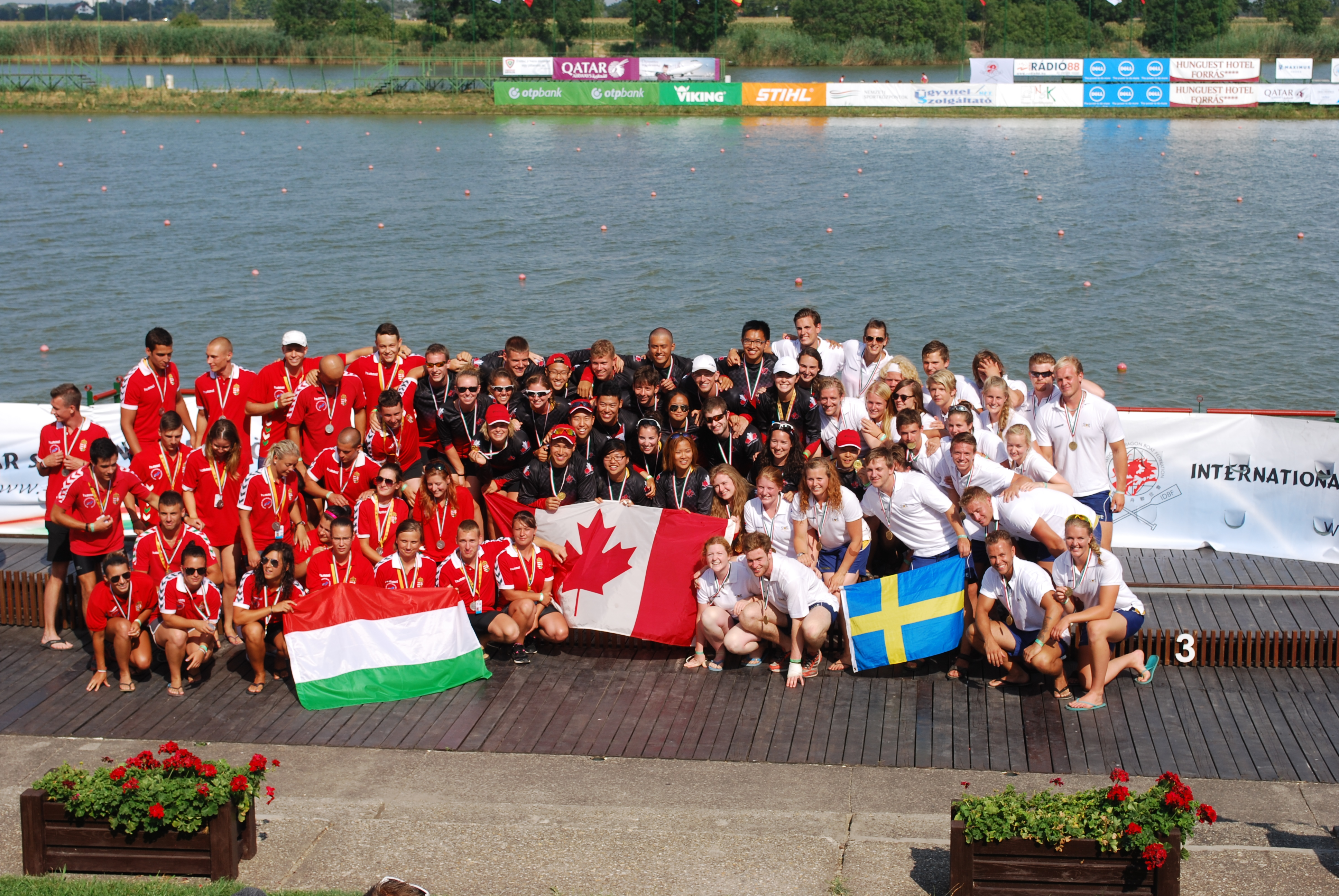
Prisutdelning i 20-manna mixed 500 meter i U24-klassen vid VM 2013.

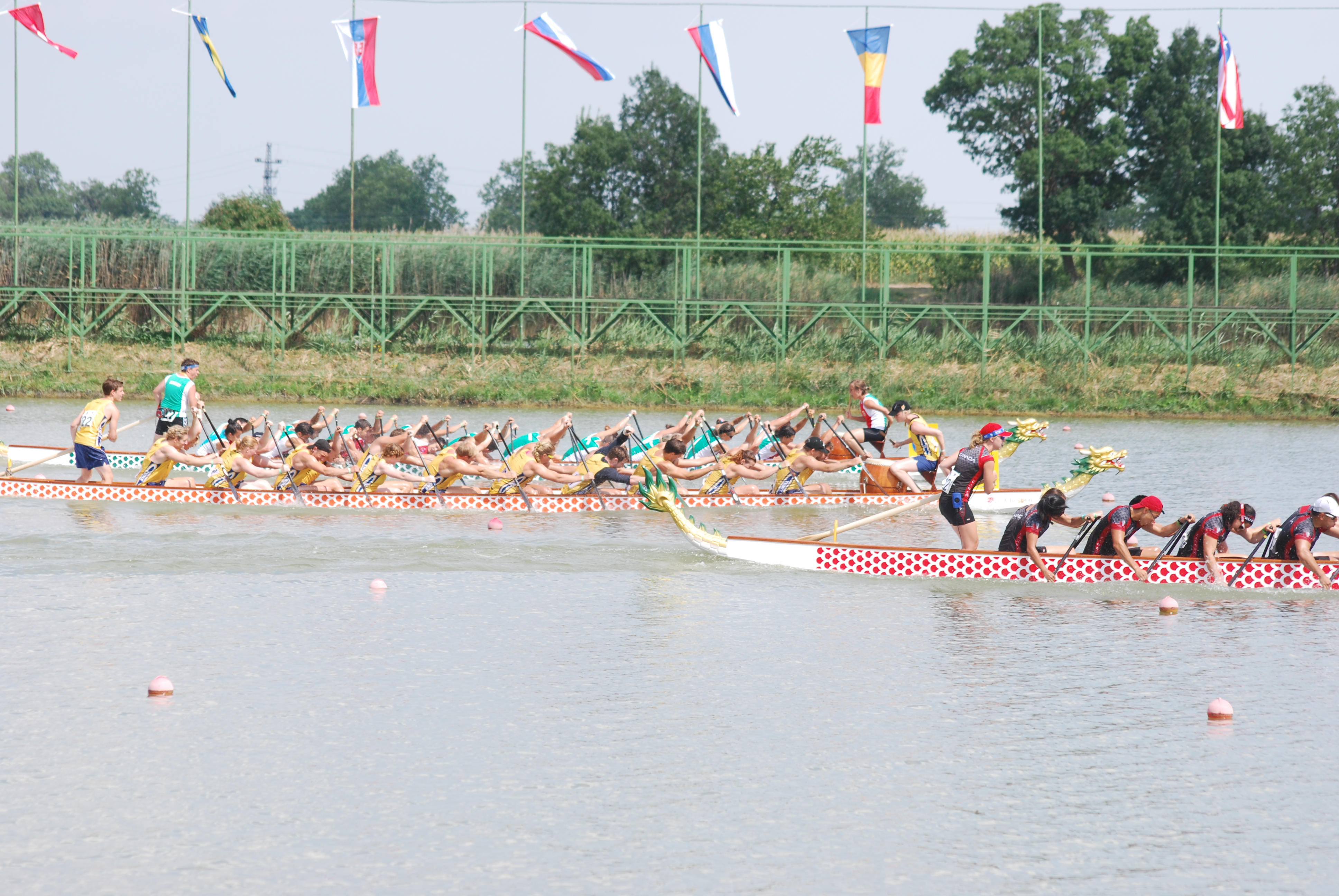
Ungern och Sverige ligger jämnt på 1 000 meter i U24-klassen vid VM 2013.

### IDBF-VM
I tabellen visas de medaljer som Ungern tagit i VM som arrangeras av International Dragon Boat Federation (IDBF).
| År     | Värdort           | Guld               | Silver             | Brons              | Totalt             |
| ------ | ----------------- | ------------------ | ------------------ | ------------------ | ------------------ |
| 2009   | Račice            | 0                  | 1                  | 2                  | 3                  |
| 2011   | Tampa Bay         | Ungern deltog inte | Ungern deltog inte | Ungern deltog inte | Ungern deltog inte |
| 2013   | Szeged            | 0                  | 7                  | 0                  | 7                  |
| 2015   | Welland           | Ungern deltog inte | Ungern deltog inte | Ungern deltog inte | Ungern deltog inte |
| 2017   | Divonne-les-Bains | Ungern deltog inte | Ungern deltog inte | Ungern deltog inte | Ungern deltog inte |
| 2019   | Pattaya           | ?                  | ?                  | ?                  | ?                  |
| 2023   | Pattaya           | ?                  | ?                  | ?                  | ?                  |
| Totalt | Totalt            | 0                  | 8                  | 2                  | 10                 |

### EDBF-EM
I tabellen visas de medaljer som Ungern tagit i EM som arrangeras av European Dragon Boat Federation (EDBF).
| År     | Värdort     | Guld | Silver | Brons | Totalt |
| ------ | ----------- | ---- | ------ | ----- | ------ |
| 2010   | Amsterdam   | 0    | 3      | 0     | 3      |
| 2016   | Rom         | ?    | ?      | ?     | ?      |
| 2018   | Brandenburg | ?    | ?      | ?     | ?      |
| 2022   | Banyoles    | ?    | ?      | ?     | ?      |
| Totalt | Totalt      | 0    | 3      | 0     | 3      |